# Hirvijärvi (sjö i Finland, Birkaland)
Hirvijärvi är en sjö i Finland. Den ligger i Virdois stad i landskapet Birkaland, i den sydvästra delen av landet, 250 km norr om huvudstaden Helsingfors. Hirvijärvi ligger 142,4 meter över havet. I omgivningarna runt Hirvijärvi växer i huvudsak blandskog. Arean är 1,1 kvadratkilometer och strandlinjen är 7,65 kilometer lång. Sjön  ingår i Kyro älvs huvudavrinningsområde. 